# Верба сітчаста
Верба сітчаста (Salix reticulata) — вид карликових чагарників родини вербові (Salicaceae), поширений в альпійських та арктичних зонах Європи, Росії й Північної Америки. Етимологія: лат. eticulatus — «сітчаста». Характеристикою виду є овальні або округлі, різко 2-колірні листки — зверху зелені, а знизу білі, зморшкуваті від різко втиснутої мережі жилок.

## Опис
Це багаторічні карликові чагарники 0.03–0.15 м заввишки з великим розгалуженням підземних (кореневище) і надземних пагонів, які можуть утворювати килими 1 м², але, як правило, менші. Підземні пагони часто грубі, товщиною 5–7 мм, червонувато-коричневі. Надземні стебла, як правило, більш тонкі, приблизно товщиною 2–4 мм, чорнувато-коричневі, голі. Листки чергові. Черешки від дуже коротких до приблизно половини довжини листових пластин, 0.3–46 мм. Листові пластини довгасті, широко-довгасті, широко еліптичні або округлі, з цілими краями, вершини округлі, опуклі, або виїмчасті, основи опуклі, округлі або серцеподібні, глибоко жилкуваті, низ майже білий із довгими шовковистими волосками, які розташовані від помірно густо до густо, верх злегка або сильно глянцевий, голий або волосистий, темно-зелений; молоді листки голі. Найбільші листові пластини (8)12–66 × 8–50 мм, в 1–1.5 рази більші в довжину, ніж у ширину, основи опуклі, округлі або клиновиді. В основному голі, але іноді з рідкісними білими кудлатими волосками на черешках, в краях пластин і на поверхнях пластин.
Сережки тичинкові 11–54 × 4–9 мм, їхні гілочки 2–28 мм; маточкові — густо квіткові (понад 6 квітів), тонкі або товсті, 11–79 × 3–8 мм, їхні гілочки 2–37 мм; квіткові приквітки рудуваті, 0.8–1.8 мм, з округлими або виїмчастими вершинами. Плоди — темно-червонувато-коричневі капсули, вкриті білими волосками, 4.5–5 мм.

## Відтворення
Статеве розмноження насінням; дуже локальне вегетативне розмноження фрагментацією килимків. Імовірно, запилюються вітром і комахами. Насіння численне й регулярно виробляється. Насіння має довге волосся і розносяться вітром.

## Поширення
Північна Америка (Канада, Аляска — США); Євразія (Австрія, Словаччина, Швейцарія, Фінляндія, Норвегія [вкл. Шпіцберген], Швеція, Велика Британія — Шотландія, Албанія, Болгарія, Хорватія, Італія, Македонія, Румунія, Сербія, Словенія, Франція, Іспанія, Польща, Україна, Ліхтенштейн, Росія, Монголія).
В Україні вказується для альпійського пояса Карпат (Чорногора).
Населяє тундру, частково стабілізовані піщані дюни, осокові луки, захищені пустища й замшілі луки з добре дренованими ґрунтами. Вид не дуже вимогливий, але відсутній у районах лише з кислими субстратами.

## Галерея

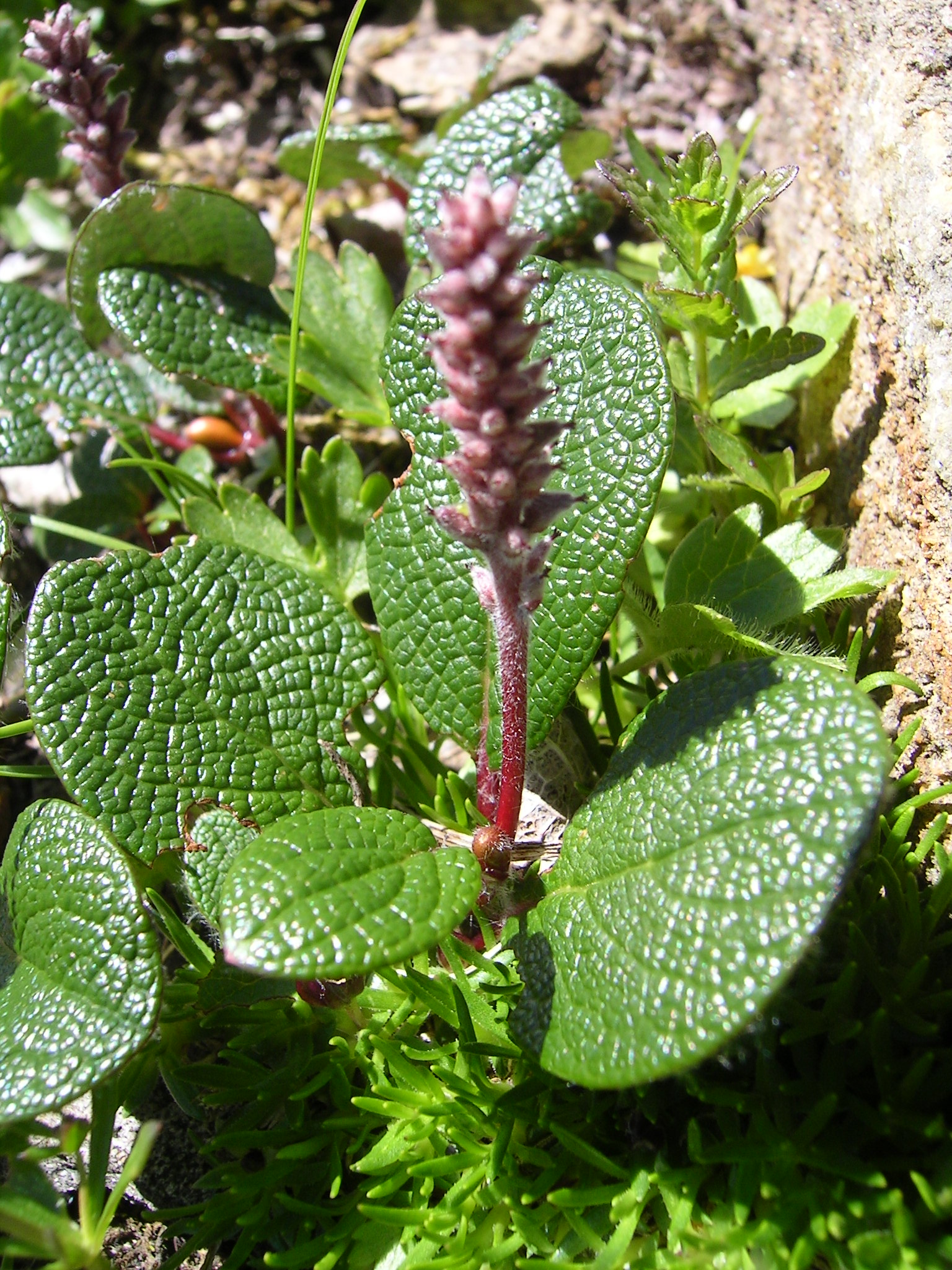
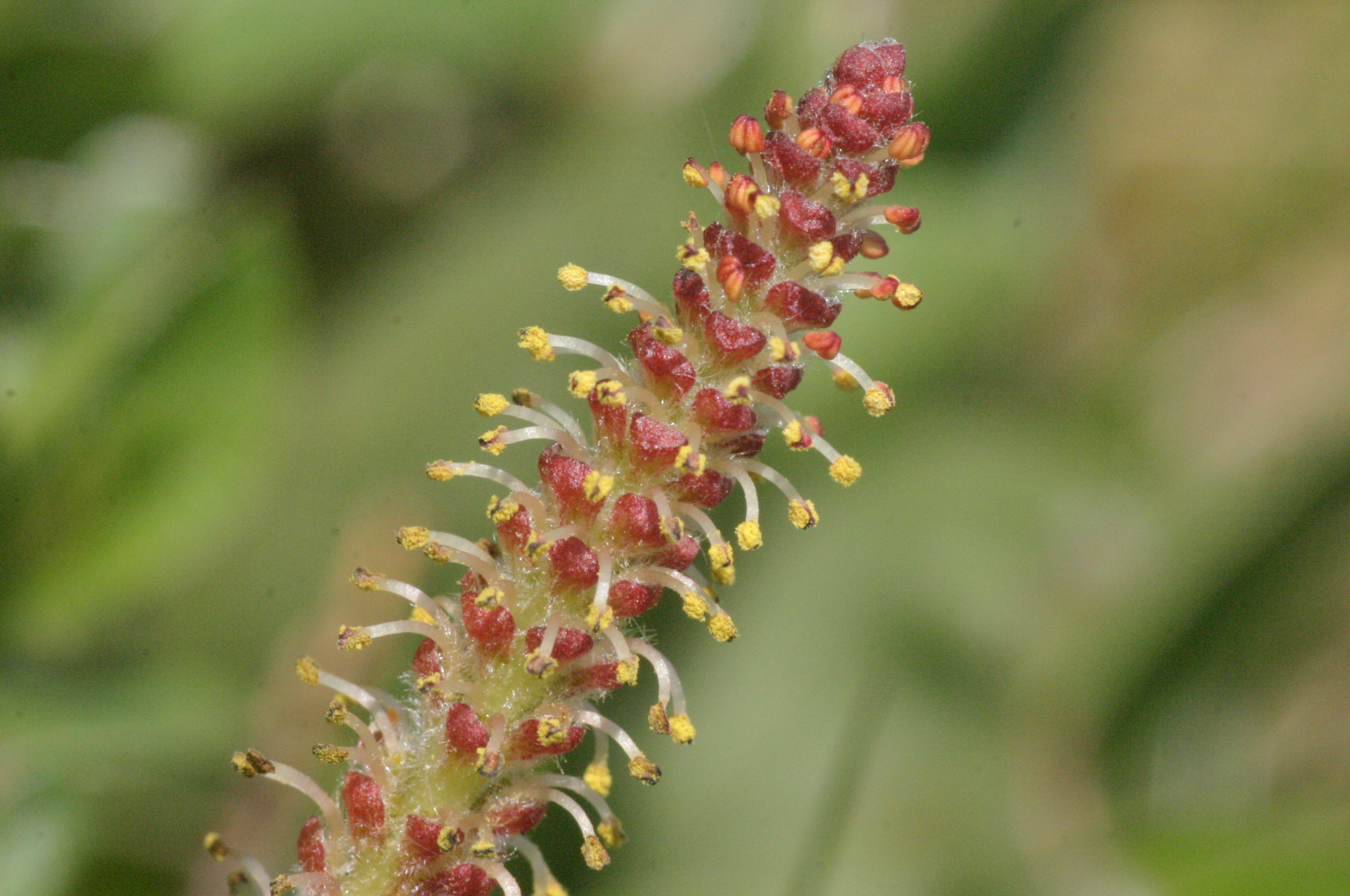
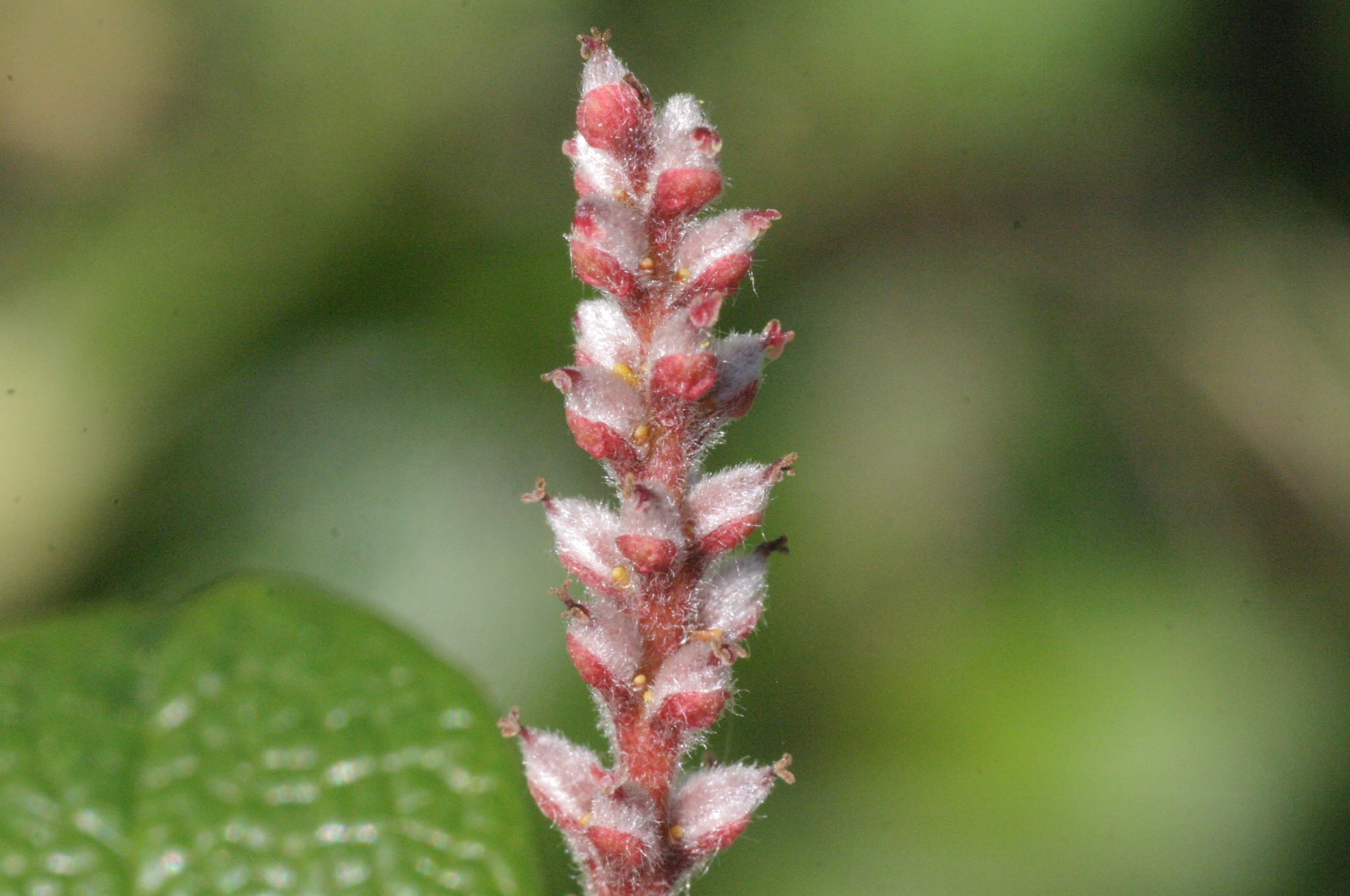
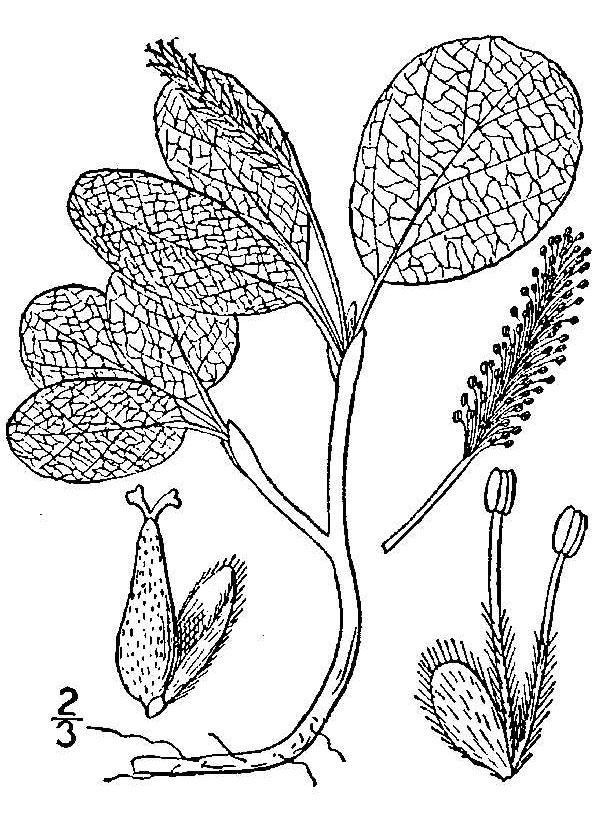